# 573e Volksgrenadierdivisie
De 573e Volksgrenadierdivisie (Duits: 573. Volksgrenadier-Division) was een Duitse infanteriedivisie tijdens de Tweede Wereldoorlog. De divisie werd opgericht en alweer opgeheven voor de oprichting compleet en afgesloten was.

## Geschiedenis
De 573e Volksgrenadierdivisie werd opgericht op 25 augustus 1944 in Slovakije in Wehrkreis VIII als onderdeel van de 32. Welle uit resten van de vernietigde 708e Infanteriedivisie. Echter, alvorens de oprichting afgesloten was, werd de divisie al op 4 september 1944 omgedoopt in de 708e Volksgrenadierdivisie. 

## Commandanten
| Rang | Naam | Begin            | Eind             |
| ---- | ---- | ---------------- | ---------------- |
|      | ??   | 25 augustus 1944 | 4 september 1944 |

## Samenstelling
- Grenadier-Regiment 1177
- Grenadier-Regiment 1178
- Grenadier-Regiment 1179
- Artillerie-Regiment 1573
- Divisie-eenheden 1573